# Dark & Wild
DARK & WILD – pierwszy album studyjny południowokoreańskiej grupy BTS, wydany 20 sierpnia 2014 roku. Album składa się z 14 utworów, głównym singlem jest „Danger”. Grupa później promowała też singel „Hormone Jeonjaeng (War of Hormone)” (kor. 호르몬전쟁), kolejny utwór z minialbumu. Sprzedał się w nakładzie 208 787 egzemplarzy w Korei Południowej (stan na grudzień 2017 r.).
18 marca 2015 roku album ukazał się w Japonii, wydany przez Pony Canyon. Osiągnął 78 pozycję w rankingu Oricon.

## Lista utworów
| Nr  | Tytuł                                                    | Słowa i kompozycja                                                  | Produkcja                   | Czas |
| --- | -------------------------------------------------------- | ------------------------------------------------------------------- | --------------------------- | ---- |
| 1.  | "Intro: What am I to You"                                | Pdogg, Rap Monster                                                  | Pdogg                       | 2:45 |
| 2.  | "Danger"                                                 | Thanh Bui, Pdogg, "Hitman" Bang, Rap Monster, Suga, J-Hope          | Pdogg                       | 4:05 |
| 3.  | "Horeumon Jeonjaeng (War of Hormone)" (kor. 호르몬 전쟁) | Pdogg, Supreme Boi, Rap Monster, Suga, J-Hope                       | Pdogg                       | 4:26 |
| 4.  | "Hibhabseong-aeja" (kor. 힙합성애자; ang. Hip Hop Lover) | Pdogg, Rap Monster, Suga, J-Hope                                    | Pdogg                       | 4:17 |
| 5.  | "Let Me Know"                                            | Suga, Pdogg, Rap Monster, J-Hope                                    | Suga, Pdogg                 | 4:15 |
| 6.  | "Rain"                                                   | Slow Rabbit, Rap Monster, Suga, J-Hope                              | Slow Rabbit                 | 4:25 |
| 7.  | "BTS Cypher PT. 3: Killer" (fea. Supreme Boi)            | Supreme Boi, Rap Monster, Suga, J-Hope                              | Supreme Boi                 | 4:28 |
| 8.  | "Interlude: Mwohae (kor. Interlude:뭐해)                 |                                                                     | Slow Rabbit                 | 0:42 |
| 9.  | "Haendeupon jom kkeojullae" (kor. 핸드폰 좀 꺼줄래)      | Pdogg, Rap Monster, Suga, J-Hope                                    | Pdogg                       | 3:54 |
| 10. | "I-bul kkig" (kor. 이불킥)                               | "Hitman" Bang, Shawn, Slow Rabbit, Pdogg, Rap Monster, Suga, J-Hope | "Hitman" Bang, Shawn, Pdogg | 4:02 |
| 11. | "24/7=heaven"                                            | Pdogg, Slow Rabbit, Rap monster, Suga, J-Hope                       | Pdogg                       | 3:46 |
| 12. | "Yeogi-bwa" (kor. 여기 봐)                               | 250, Jinbo, Rap Monster, Suga, J-Hope                               | HoBo                        | 3:39 |
| 13. | "2 hagnyeon" (kor. 2학년)                                | Supreme Boi, Rap Monster, Suga, J-Hope                              | Pdogg                       | 3:55 |
| 14. | "Outro: Geuge mal-i dwae?" (kor. Outro: 그게 말이 돼?)   | SiMo, Supreme Boi                                                   | SiMo, Supreme Boi           | 2:53 |

## Nagrody
- 2015: 29th Golden Disk Awards: „Album Award” – Wygrana[3]

## Notowania
| Lista                          | Najwyższa pozycja |
| ------------------------------ | ----------------- |
| Gaon Weekly Album Chart        | 2                 |
| Gaon Monthly Album Chart       | 3                 |
| Gaon Yearly Album Chart (2014) | 14                |
| Gaon Yearly Album Chart (2015) | 68                |
| Billboard World Albums         | 3                 |